# IC 3988
IC 3988 је појединачна звијезда у сазвјежђу Ловачки пси која се налази на листи објеката дубоког неба у Индекс каталогу.
Деклинација објекта је + 37° 14' 41" а ректасцензија 12h 59m 26,8s.